# 梅杜哈
49°8′56″N 24°48′36″E / 49.14889°N 24.81000°E
梅杜哈（烏克蘭語：Медуха），是烏克蘭西部的村莊，隸屬伊萬諾-弗蘭科夫斯克州的伊萬諾-弗蘭科夫斯克區。該村面積17.2平方公里，2001年人口442，人口密度每平方公里25.7人。